# Sodifram
Sodifram (Société de Distribution Franco-Mahoraise) est une société française spécialisée dans la distribution à Mayotte, une collectivité d'outre-mer dans le sud-ouest de l'océan Indien dont elle était l'une des cinq principales entreprises en 2005,.
La Sodifram exploite sous les enseignes Baobab, Sodicash, Hyperdiscount, Jéjé, sodifram supermarché, Intersport, Musada.